# Liste der Mitglieder der American Academy of Arts and Sciences/1926
Im Jahr 1926 wählte die American Academy of Arts and Sciences 8 Personen zu ihren Mitgliedern.

## Neu gewählte Mitglieder
- Roger Adams (1889–1971)
- Frank Weston Benson (1862–1951)
- Walter Guyton Cady (1874–1974)
- Edwin Joseph Cohn (1892–1953)
- Edward Bennett Mathews (1869–1944)
- George Richards Minot (1885–1950)
- Herbert Joseph Spinden (1879–1967)
- Norbert Wiener (1894–1964)